# 自动加速现象
自动加速现象（autoacceleration），又称凝胶效应，是聚合反应进行到一定程度时，聚合速率显著上升的一种现象。

## 形成原因
在聚合过程中，随着反应的不断进行，单体逐渐转化为聚合物，此时反应体系的粘度也随之不断增大。当反应体系的粘度增大到一定程度时，体系从易流动的液体渐变成粘滞糖浆状，然后很快装变成半固体状，此时加速现象十分显著。
链自由基双基终止过程可分为三步：链自由基质心平移；链段通过重排的方式不断接近活性中心；链端自由基相互反应，双基反应从而终止。由于上述体系中，反应环境的粘度十分大，因此，链段在运动时就必须克服大量的阻力来完成重排，此时链段端头的活性自由基就很难与其它链端头的活性自由基相互反应而终止，使得反应的终止速率常数大幅下降。但是链端头的活性自由基并没有消失，并且此时体系的粘度还不足以妨碍单体的扩散，因此聚合反应还会继续进行下去。根据聚合速率方程可知，终止速率常数Kt大幅下降，链增长速率常数Kp基本不变，这就使得Kp与Kt的比值大幅提高，又因为聚合反应速率与二者的比值成正相关，所以此时的聚合反应速率大幅提高，即所提到的自动加速现象。

## 后续反应
随着反应体系粘度的进一步增大，使得体系粘度增大到单体活动受阻，此时反应的链增长速率常数Kp也开始逐渐变小，从而导致反应速率开始下降直至聚合反应终止。

## 后果
在自动加速过程中反应体系积累了大量的热量，若不及时排出，可能会导致爆聚从而威胁到生命安全。

## 措施
- 可采用两段法聚合：第一段在普通聚合釜中进行，保持转化率10-30%不等。体系粘度不高，可以散热。第二段在特殊的反应器中，或者薄层聚合，最终达到高转化率。

- 采用其他聚合方式，如溶液聚合或乳液聚合的方式